# چاموو
چاموو (به لاتین: Chamovo) یک منطقهٔ مسکونی در روسیه است که در استان آرخانگلسک واقع شده‌است.